# Pop Goes the World (Gossip)
Pop Goes the World è un singolo del gruppo musicale indie rock statunitense Gossip, pubblicato l'8 marzo 2010 dall'etichetta discografica Columbia.
Il brano è stato scritto dai Gossip e prodotto da Rick Rubin ed è stato estratto dall'album Music for Men.

## Tracce
Promo - Digital (Columbia - (Sony)
1. Pop Goes the World - 3:26

CD-Single (Columbia 88697 73262 2 (Sony) / EAN 0886977326226)
1. Pop Goes the World - 3:23
2. Heavy Cross (Fred Falke Remix) - 8:08

## Classifiche
| Classifica (2010) | Posizione raggiunta |
| ----------------- | ------------------- |
| Germania          | 53                  |
| Belgio (Fiandre)  | 60                  |